# Qasr eth-Thuraiya
Der Qasr eth-Thuraiya, auch bekannt als Trayyâ, ist ein spätrömisches Militärlager, dessen Besatzung für Sicherungs- und Überwachungsaufgaben am vorderen Limes Arabiae et Palaestinae in der spätantiken Provinz Arabia zuständig war. Das Baudenkmal befindet sich etwa sieben Kilometer südöstlich der Ortschaft Saliya und des nabatäisch-römischen Qasr Saliya auf 751 Metern Seehöhe im Gouvernement Amman in Jordanien.

## Lage
Die zum Grenzschutz abkommandierten militärischen Verbände der römischen Streitkräfte kontrollierten an den Außenposten des Reiches Stammesbewegungen insbesondere entlang der wichtigen Migrationsrouten, da den örtlichen Grenzschutzkommandeuren das zyklische Muster des Nomadenlebens bewusst war. Die Nomadenstämme tendierten dazu, den von der Natur vorgegebenen Wegen und Trassen wie insbesondere den Wadis zu folgen, weshalb gerade dort Militärposten entstanden, wobei die fest stationierten Einheiten auch mittels berittener Patrouillendienste Überwachungsarbeit leisteten.
Das Quadriburium wurde auf einem relativ flachen Plateau zwischen zwei größeren Trockentälern errichtet, die in das südlicher gelegene Wadi es-Su’eida entwässern und ist lediglich rund zehn Kilometer vom südlich gelegenen Praetorium Mobeni (Qasr Bshir) entfernt. Das Wadi es-Suʿeida, mit dem die Etappenstation Qasr eth-Thuraiya über eine gepflasterte Straße verbunden war, stellt einen wichtigen Nebenzufluss zum Wadi Mudschib dar. Auch mit dem nächstgelegenen nördlichen Kastell, dem Kastron Mefaa, bestand die Verbindung über eine gepflasterten Straße. Aufgrund des in der ebenen Landschaft deutlichen Mangels an natürlichen Verteidigungspunkten ist die Sicht aus dem Kastell über die umliegende Hochebene insbesondere nach Osten, ins potentielle Feindesland, sehr gut. Auch der leicht im rückwärtigen Limesbereich liegende Wachturm er-Rama war einzusehen. Das Klima entspricht dem subtropisch-ariden Zonobiom, das für Wüstenlandschaften typisch ist.
Nur wenig südlicher des Kastells, entlang der Limesstraße zum Praetorium Mobeni befand sich mit dem Wachturm Qasr et-Tirsa ein Kontrollpunkt genau über dem Nordufer des Wadi. Dem Qasr et-Tirsa gegenüber, auf der anderen Seite des Ufers, befanden sich auf dem dortigen, relativ flachen Plateau, zwei weitere Wachtürme. Rund sechs Kilometer östlich des Qasr eth-Thuraiya wurde eine eisenzeitliche Festung dokumentiert, die vom römischen Militär vielleicht als vorgeschobener Posten wiederbesetzt wurde, da die Anlage mit ihrer Fernsicht in mehrere Richtungen hervorragend Dienste hätte leisten können. Sie beherrscht eine Kreuzung des flachen Wadl es-Su'eida im Süden.

## Forschungsgeschichte
Zum ersten Mal wurde das damals Trayyâ genannte Kastell durch zwei in den Jahren 1897 und 1898 durchgeführten Forschungsreisen des österreichischen Althistorikers Alfred von Domaszewski (1856–1927) und des deutsch-amerikanischen Philologen Rudolf Ernst Brünnow (1858–1917) bekannt, die den römischen Limes und viele weitere antiken Stätten der einstigen Provinz Arabia besuchten. Dabei entstand auch der bis heute noch gültige Plan zum Kastell.
Trotz bereits früherer Untersuchungen gehörte der Limes im heutigen Jordanien in der Folgezeit bis Anfang der 1980er Jahre zu den am wenigsten untersuchten Grenzregionen des Römischen Reiches. Den ausschlaggebenden Beitrag zur modernen Erforschung des spätantiken Limes Arabicus leisteten die Untersuchungen des amerikanischen Provinzialrömischen Archäologen und Keramikspezialisten Samuel Thomas Parker (1950–2021), der mit einer Mannschaft aus Wissenschaftlern unterschiedlicher Disziplinen langjährige Untersuchungen vornahm. Im August und September 1976 fand eine erste umfassende Expedition entlang der jordanischen Sektion des Limes Arabicus statt, die unter dem Namen Survey of the Limes Arabicus bekannt und finanziell durch die American Schools of Oriental Research getragen wurde. Parker sammelte dabei mit einer Mannschaft aus Wissenschaftlern an vielen Fundplätzen, darunter am Qasr Aseikhin, mittels Feldbegehungen hauptsächlich keramisches Material. Ziel war es, durch eine an modernen Maßstäben gemessene Materialauswertung zu einem besseren Verständnis zu gelangen, was den Aufbau und die Entwicklung der römischen Grenzbefestigungen entlang der Wüste betraf. Von 1980 bis 1989 unternahm Parker weitere archäologische Expeditionen an die ehemalige römische Reichsgrenze. Als Leiter des Limes Arabicus Projects legte er dabei seinen Schwerpunkt auf den römischen Grenzverlauf in Zentraljordanien.

## Baugeschichte

Das Kleinkastell mit den wenigen bisher bekannten Maßen.

Die rechteckige, nach Parker 37,50 × 34,50 Meter (= 0,13 Hektar) große Anlage besitzt das typische Erscheinungsbild eines spätantiken Quadriburgium, wie es seit der Regierungszeit des Kaisers Diokletian (284–305) und der von ihm begründeten Tetrarchie bekannt geworden ist. Zur Sicherung des in einer Wüstenlandschaft zwingend notwendigen Wasservorrats befanden sich außerhalb der Fortifikation drei Zisternen, jeweils eine im Norden, im Nordosten und im Westen. Die zweischalige Umwehrung des Kastells entstand aus Kalk- und Hornstein, der in grob zugerichteten rechteckigen Werkstücken verbaut wurde. In die größeren und kleineren Lücken zwischen den Blöcken ist als Füllmaterial kleineres Steinmaterial gesetzt worden. Zwischen die beiden Mauerschalen, die in ihrer Breite zwischen 1,70 (N-S) und 2 (O-W) Metern variieren, wurden Bruchsteine verfüllt. Die vier Kurtinen der Anlage wurden durch vier rechteckige Ecktürme verbunden, die, dem Bautyp des Quadriburgium entsprechend, weit aus dem Verband der Umwehrung herausragten. Von diesen Türmen, die eine Fläche von 8,20 Quadratmetern umfassen, ist lediglich noch der nordöstliche Turm besser erhalten. Das einzige Tor befindet sich im Osten. Obwohl das Kastellinnere stark zerstört ist, lassen sich die Spuren der an die Wehrmauer gebauten Raumfluchten noch erkennen. Vor allem entlang der westlichen Seite war für Parker dieses bauliche Detail noch gut zu erkennen.

## Zeitliche Zuordnung

### Stratigraphien amLimes Arabicus
Parker nutzte bei seinen Forschungsexpeditionen zum spätantiken Limes Arabicus ein stratigraphisches Schema auf, das der vereinfachten Zuordnung für die gesicherten römischen und byzantinischen Funde und Befunde dient. Nachfolgend ein Ausschnitt aus diesem Schema, wie es zum Abschluss des Limes-Arabicus-Projekts 2006 veröffentlicht wurde:
| Stratum | Zeitstellung            | Ungefähre Datierung        |
| ------- | ----------------------- | -------------------------- |
| VII     | frührömisch I−IV        | ca. 63 v. Chr.–135 n. Chr. |
| VI      | spätrömisch I−III       | ca. 135–284                |
| VI      | spätrömisch IV          | ca. 284–324                |
| VB      | frühbyzantinisch I      | ca. 324–363                |
| VA      | frühbyzantinisch II     | ca. 363–400                |
| IV      | frühbyzantinisch III−IV | ca. 400–502                |
| III     | spätbyzantinisch I−II   | ca. 502–551                |

Die Befestigung des Limes Arabicus in diesem Gebiet begann mit der Annexion des Nabatäerreiches während der Regierungszeit des Kaisers Trajan (98–117) im Jahr 106 n. Chr. Zur Sicherung der neugewonnenen Gebiete ließ der Kaiser zwischen 107 und 114 n. Chr. mit der Via Traiana Nova eine von Süden nach Norden verlaufende Militärstraße entlang des Limes errichten, die von der Hafenstadt Aila (Akaba) am Roten Meer bis zum Legionslager Bostra im heutigen Syrien reichte. Die dort stationierte Legio III Cyrenaica zeichnete für den Bau der Straße verantwortlich. Die römische Armee war über die Jahrhunderte gezwungen, die Grenzbefestigungen immer weiter auszubauen. Mit den bereits genannten Reformen Kaiser Diokletians und der wachsenden Bedrohung durch die Sassaniden erreichten diese Bemühungen einen Höhepunkt. Der Qasr eth-Thuraiya lag an einem der Via Traiana Nova vorgelagerten Straßenabschnitt. Dieser schloss archäologisch nachweisbar im Norden bei Amman wieder an die Via Traiana Nova an. Im Süden, hinter dem Praetorium Mobeni ist der Verlauf noch spekulativ. Doch ist auch hier eindeutig mit einer Verbindung zur Via Traiana Nova zu rechnen.

### Keramik- und Münzauswertung
Bei der von Parker 1976 geleiteten Feldbegehung konnten 162 Keramikfragmente und eine Münze geborgen werden. Aus dem Scherbenmaterial wählte Parker bei seiner Untersuchung im selben Jahr insgesamt 30 Stücke zur näheren Untersuchung aus. Die chronologischen Perioden und Datierungen richten sich nach Parkers Darstellung von 2006.
| Anzahl | Zeitstellung            | Bemerkung     |
| ------ | ----------------------- | ------------- |
| 22     | spätrömisch IV          | ca. 284–324   |
| 7      | frühbyzantinisch I–III  | ca. 324–450   |
| 1      | ayyubidisch-mamelukisch | ca. 1174–1516 |

Diese Analyse verweist auf eine militärische Besetzung des Kastells vom späten 3. bis zur Mitte des 5. Jahrhunderts. Neben dem antiken Material fand sich auch ein singuläres Keramikfragment der Ayyubiden-/Mamelukenzeit das jedoch in keinem Zusammenhang mit einer eventuellen islamischen Nachnutzung des Kastells steht, sondern als Zufallsfund zu werten ist. Die als Oberflächenfund entdeckte Bronzemünze, ein Follis, stammte aus der Regierungszeit des Kaisers Konstantin II. (337–340) und stützte die Datierung der Keramik. Die in Antiochia geprägte Münze trägt auf dem Revers entlang des Randes die Inschrift GLORIA EXERCITVS – „der Ruhm des Heeres“. Zudem sind zwei sich anblickende Soldaten zu sehen, die je einen Speer tragen und auf zwei Feldzeichen blicken, die zwischen ihnen in den Boden gerammt sind. Hier zeigen sich enge Parallelen in der Zeitstellung, Planung und Truppenbelegung zum Kastell Qasr Bshir, das inschriftlich in die Jahre zwischen 293 und 305 n. Chr. datiert.

## Spätantiker vorderer Limesverlauf zwischen dem Qasr eth-Thuraiya und dem Praetorium Mobeni
| Anzahl | Zeitstellung                 | Bemerkung                  |
| ------ | ---------------------------- | -------------------------- |
| 10     | frührömisch-nabatäisch       | ca. 63 v. Chr.–135 n. Chr. |
| 9      | römisch-frühbyzantinisch     | ca. 63 v. Chr.–502 n. Chr. |
| 18     | spätrömisch-frühbyzantinisch | ca. 135–502                |

| Anzahl | Zeitstellung                      | Bemerkung                  |
| ------ | --------------------------------- | -------------------------- |
| 9      | kupferzeitlich/frühbronzezeitlich | 4500–1950 v. Chr.          |
| 5      | eisenzeitlich                     | ca. 1200–539 v. Chr.       |
| 32     | frührömisch-nabatäisch            | ca. 63 v. Chr.–135 n. Chr. |
| 2      | spätrömisch IV                    | ca. 284–324                |
| 70     | spätrömisch-frühbyzantinisch      | ca. 135–502                |
| 13     | frühbyzantinisch                  | ca. 324–502                |
| 1      | ayyubidisch-mamelukisch           | ca. 1174–1516              |
| 1      | modern                            |                            |
| 2      | unbestimmt                        |                            |

| Anzahl | Zeitstellung                 | Bemerkung   |
| ------ | ---------------------------- | ----------- |
| 1      | spätrömisch III              | ca. 235–284 |
| 1      | spätrömisch IV               | ca. 284–324 |
| 36     | spätrömisch-frühbyzantinisch | ca. 135–502 |
| 3      | frühbyzantinisch             | ca. 324–502 |
| 3      | unbestimmt                   |             |

| Anzahl | Zeitstellung                 | Bemerkung                  |
| ------ | ---------------------------- | -------------------------- |
| 151    | frührömisch-nabatäisch       | ca. 63 v. Chr.–135 n. Chr. |
| 92     | spätrömisch-frühbyzantinisch | ca. 135–502                |
| 1      | frühbyzantinisch             | ca. 324–502                |

| Anzahl | Zeitstellung                 | Bemerkung             |
| ------ | ---------------------------- | --------------------- |
| 2      | frühbronzezeitlich           | ca. 3300–1950 v. Chr. |
| 1      | spätrömisch-frühbyzantinisch | ca. 135–502           |
| 3      | frühbyzantinisch             | ca. 324–502           |

| Anzahl | Zeitstellung                 | Bemerkung                  |
| ------ | ---------------------------- | -------------------------- |
| 3      | frührömisch-nabatäisch       | ca. 63 v. Chr.–135 n. Chr. |
| 3      | spätrömisch-frühbyzantinisch | ca. 135–502 n. Chr.        |
| 21     | unbestimmt                   |                            |